# 2 Lekka Dywizja Kawalerii (Francja)
2 Lekka Dywizja Kawalerii, 2e division légère de cavalerie – lekka dywizja kawalerii armii francuskiej w czasie II wojny światowej, utworzona 10 lutego 1940 z 2 Dywizji Kawalerii.
W trakcie kampanii francuskiej 1940 składała się z następujących jednostek:
- 3 Brygada Kawalerii
  - 18 Pułk Strzelców Konnych
  - 5 Pułk Kirasjerów

- 12 Lekka Brygada Zmechanizowana
  - 2 Pułk Samochodów Pancernych
  - 3 Pułk Dragonów Zmotoryzowanych
  - 2 Dywizyjny Szwadron Przeciwpancerny (12 działek ppanc. 25 mm)
  - 2 Dywizyjny Szwadron Warsztatowy

- 73 Pułk Artylerii
  - dywizjon armat 75 mm
  - dywizjon haubic 105 mm
  - 10 Bateria Przeciwpancerna 73 Pułku artylerii (4 działka 47 mm)

- Kompania Saperów 48/1
- Mieszana Kompania Łączności 48/84
- Kompania Transportu Konnego 48/20
- Kompania Transportu Zmotoryzowanego 148/20
- Dywizyjna Grupa Kwatermistrzowska 48/20
- 48 Dywizyjna Grupa Medyczna
- Eskadra Obserwacyjna 2/520

Dywizja ta nie posiadała przewidzianej etatem baterii artylerii przeciwlotniczej.